# Вагнер, Эрнст
Иоганн Эрнст Вагнер (нем. Johann Ernst Wagner; 1769—1812) — немецкий писатель, драматург; секретарь кабинета министров при дворе Саксен-Мейнингена.

## Биография
Родился 2 февраля 1769 года в Россдорфе — сын пастора из Фридельхаузена Кристофа Сигизмунда Вагнера и Магды Регины Шельхас. Его двоюродным братом был врач и почётный гражданин Берлина Эрнст Людвиг Хайм.
В юности начал писать стихи; первые из известных относятся к 1784 году.
С 1788 по 1792 год изучал право в Йенском университете. Вернувшись на родину, он стал личным секретарём и управляющим поместьем барона фон Вехмара в Росдорфе (до 1803 года).
В 1801 году в Майнингене он познакомился с Жаном Полем, по рекомендации которого получил место личного секретаря у герцога Саксен-Мейнингенского, но в связи с его смертью в должность вступил в 1804 году, уже при несовершеннолетнем герцоге Бернгарде II. Вагнер заведовал герцогской библиотекой, был драматургом и режиссёром любительского театра. При дворе он снова встретился с назначенным воспитателем и учителем герцога Фридрихом Мозенгейлем, с который познакомился ещё В 1788 году в Фамбахе; они углубили свою старую дружбу и тесно сотрудничали на литературном уровне.
Лучшим его произведением считается его первый роман: «Wilibalds Ansichten des Lebens» (Майнинген, 1804. — в 2-х т.); за ним последовали: роман «Die reisenden Maler» (Лейпциг, 1806. — в 2-х т.); «Reisen aus der Fremde in die Heimat» (Лейпциг, 1808—1809. — в 2-х т.), «Сборник очерков, рассказов, афоризмов…», продолжением которого был «Historisches А.В.С. eines vierzigjährigen hannebergischen Fibelschützen» (Тюбинген, 1810); романы «Ferdinand Miller» (Тюбинген, 1809), «Isidora» (Тюбинген, 1814) и «Lebenserfahrungen und Weltansichten». Он был одним из самых читаемых романистов своего времени. Полное собрание сочинений Эрнста Вагнера было издано Мозенгейлем (Лейпциг, 1824—1828; 3-е изд. — 1854; в 5-ти т., с биографией).
Он лично знал Гёте и Виланда.
Умер 25 февраля 1812 года в Майнингене.
В 1793 году женился на гувернантке своего домовладельца Элизабет Бержон (?—1818) из Невшателя. У них родились дочь и трое сыновей, в том числе впоследствии известный живописец-пейзажист Карл Вагнер.